# Lijst van beschermd erfgoed in Walhain
Onderstaande tabel geeft een overzicht van de beschermde erfgoederen in de gemeente Walhain. Het beschermd erfgoed maakt onderdeel uit van het cultureel erfgoed in België.
| Object                                                         | Bouwjaar/architect | Deelgemeente | Adres | Coördinaten                   | Nummer?                | Afbeelding                                                 |
| -------------------------------------------------------------- | ------------------ | ------------ | ----- | ----------------------------- | ---------------------- | ---------------------------------------------------------- |
| Ruines van feodaal kasteel                                     |                    |              |       | 50° 36' 50" NB, 4° 41' 41" OL | 25124-CLT-0002-01 Info | Ruines van feodaal kasteel                                 |
| Ensemble van de ruïnes van het middeleeuwse kasteel            |                    |              |       | 50° 36' 44" NB, 4° 41' 34" OL | 25124-CLT-0003-01 Info | Ensemble van de ruïnes van het middeleeuwse kasteel        |
| Windmolen van baksteen: "du Tiège"                             |                    |              |       | 50° 38' 37" NB, 4° 40' 9" OL  | 25124-CLT-0004-01 Info | Windmolen van baksteen: "du Tiège"                         |
| Toren van Alvaux                                               |                    |              |       | 50° 37' 55" NB, 4° 37' 59" OL | 25124-CLT-0005-01 Info |                                                            |
| Tumuli van Libersart, ensemble van twee tumuli en omgeving     |                    |              |       | 50° 39' 17" NB, 4° 43' 21" OL | 25124-CLT-0006-01 Info | Tumuli van Libersart, ensemble van twee tumuli en omgeving |
| Tumuli van Libersart, ensemble van tumuli en omliggend terrein |                    |              |       | 50° 39' 17" NB, 4° 43' 17" OL | 25124-CLT-0007-01 Info |                                                            |
| Tumuli van Libersart, archeologische site                      |                    |              |       | 50° 39' 17" NB, 4° 43' 21" OL | 25124-PEX-0001-01 Info |                                                            |
| Tumuli van Libersart, percelen met tumuli en omliggend terrein |                    |              |       | 50° 39' 17" NB, 4° 43' 17" OL | 25124-PEX-0002-01 Info |                                                            |